# Bistua Novae
Bistua Nuova je jedan od tri najznačajnija starorimska municipija i središta kršćanskih biskupija u Bosni, Bistuenske biskupije. O važnosti Bistua Novae svjedoči nam i podatak da je njezin biskup Andrija (Andreas) sudjelovao i bio potpisnikom solinskih sinoda 530. i 533. godine.  Iz antičke Bistua Nuove spomenici su antički nadgrobni spomenici, ostatci starokršćanske bazilike i dr.
Godine 1892. je na području Zenice arheološkim iskapanjima, koja je obavio Ćiro Truhelka zeničkom naselju Bilmišće, otkrivena bazilika iz rimskog doba.